# Vanuatu Cultureel Centrum

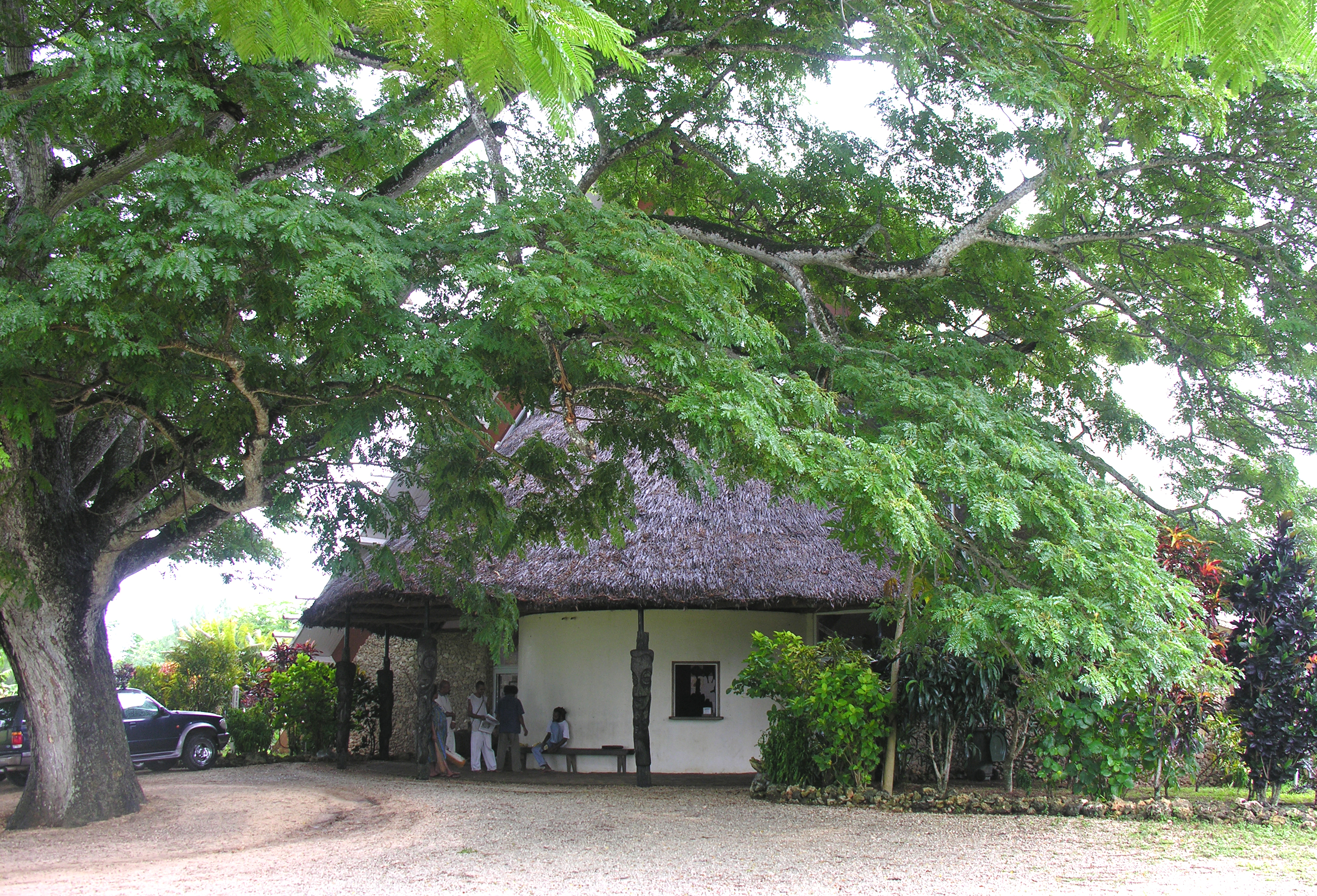

Het Vanuatu Cultureel Centrum (Engels: Vanuatu Cultural Centre, Bislama: Vanuatu Kaljoral Senta) is de nationale culturele instelling van Vanuatu gelegen in de Vanuatuaanse hoofdstad Port Vila. De instelling is opgericht in 1959. De instelling zegt als doel te hebben om de verschillende aspecten van de cultuur van Vanuatu te promoten, te beschermen en te behouden.